# Luís Jardim
Luís Inácio de Miranda Jardim (Garanhuns, 8 de dezembro de 1901 — Rio de Janeiro, 1º de janeiro de 1987), ou Luís Jardim, como se tornou mais conhecido, foi um escritor, artista gráfico, ilustrador e pintor brasileiro.[carece de fontes?]

## Biografia
Desolado com o assassinato de seu pai no ano anterior, mudou-se em 1918 para Recife, onde se empregou no comércio. Fez amizade com Osório Borba e Joaquim Cardozo, que exerceram grande influência na carreira literária de Luís Jardim. Em 1929, a convite do sociólogo Gilberto Freyre, de quem se tornou amigo, publicou, no jornal A Província, o artigo "Análise Estética da Pintura".
Paralelamente, foi convidado, em 1936, a expor suas aquarelas no Rio, para onde se mudaria.
Em 1937, O Boi Aruá e O Tatu e o Macaco (livro de figuras) recebem, respectivamente, o 1º e o 2º prêmios do concurso de literatura infantil do Ministério da Educação.[carece de fontes?]
Luís Jardim é também o responsável pela tradução de A Morte do Caixeiro Viajante, de Arthur Miller, encenada pela Companhia Jaime Costa. Ilustrou capas de obras de vários autores, como Raquel de Queirós. Foi redator em jornais do Rio e colaborou com publicações do Recife.
Em Garanhuns, na casa onde viveu Luís Jardim, há uma placa comemorativa. Em sua homenagem, a prefeitura também criou o Espaço Cultural Luís Jardim.
Nos últimos anos de vida, afastou-se das homenagens e eventos, preferindo enclausurar-se em seu apartamento no Rio de Janeiro, onde morreria dormindo.

## Obra
- Maria Perigosa — (contos, 1938). Prêmio Humberto de Campos.
- O Boi Aruá - (1940), com ilustrações do autor. Prêmio de Literatura Infantil do Ministério da Educação.
- O Tatu e o Macaco (1940). 2º prêmio de livros de estampas do Ministério da Educação.
- As Confissões do Meu Tio Gonzaga (romance, 1949).
- Isabel do Sertão (teatro, 1959). Prêmio da Academia Brasileira de Letras.
- Proezas do Menino Jesus (1968, com ilustrações do autor e prefácio de Tristão de Athayde[2]). Prêmio da Academia Brasileira de Letras.
- Aventuras do Menino Chico de Assis (1971, com ilustrações do autor).
- Seleta — organização de Paulo Rónai, com notas de Eugênio Gomes (1974).
- Meu Pequeno Mundo (1977, memórias).
- Façanhas do Cavalo Voador (1978, com ilustrações do autor).
- Outras Façanhas do Cavalo Voador. (1978, com ilustrações do autor)
- O Ajudante de Mentiroso (1980, romance).